# Kirsten Jessen
Kirsten Jessen (* 24. September 1922 in Frederiksberg; † 7. März 2000) war eine dänische Schauspielerin und Tänzerin.

## Leben und Karriere
Kirsten Jessen absolvierte eine Ballett-Ausbildung am Königlichen Theater Kopenhagen, wo sie jahrelang festes Ensemblemitglied in der Tanzgruppe war. Nach 1945 machte sie eine Schauspielausbildung, einer ihrer Studienkollegen war Holger Juul Hansen. Später war Jessen auch am Folketeatret, Aarhus Teater, Odense Teater und am Aalborg-Theater engagiert. Ab 1946 spielte Jessen in einigen Filmen mit.
In erster Ehe war sie von 1947 bis 1951 mit dem Schauspieler Kjeld Markuslund (1921–1972) verheiratet. Die Ehe blieb kinderlos. In zweiter Ehe war sie von 1953 bis 1961 mit dem Schauspieler Axel Strøbye verheiratet. Die Ehe blieb ebenfalls kinderlos.
Mitte der 1960er-Jahre zog sich Kirsten Jessen komplett aus der Filmbranche zurück und machte eine Ausbildung zur Arzthelferin. Später hatte sie in einem Tierheim in Holme-Olstrup gearbeitet.
Kirsten Jessen starb am 7. März 2000 im Alter von 77 Jahren.

## Filmografie
- 1946: Far betaler
- 1953: Det gælder livet
- 1954: Vores lille by
- 1958: Stof til eftertanke